# Lorenzo Traverso
Lorenzo Traverso ( Barrio del Abasto, Buenos Aires, Argentina, 5 de septiembre de 1897 – 13 de septiembre de 1952 cuyo nombre completo era Lorenzo Luis Traverso, fue un empresario teatral que además escribió varias letras de tango.

## Actividad profesional
Tenía a su cargo la explotación del Teatro Soleil que fuera fundado en 1916 y funcionaba en Corrientes 3150. Ubicado en el barrio de Once, era el teatro de la colectividad judía en el que actuaron actores de prestigio como Jacobo Ben-Ami y Maurice Schwartz. Luego que llegara el cine al país también exhibía películas, incluyendo las series de 12 o 15 episodios.
Allá por el año 1924 Traverso comenzó a escribir letras de tango, entre los cuales se encuentran Hasta la hacienda baguala, con música de Manuel Aróztegui, ¿Por qué me engañaste?, con música de Juan Rodríguez y Trini Sánchez, La pollita, con música de Floro Lupe y Pobre percanta, con música por Manuel Jovés. El éxito como letrista le llegó en 1929 con Uno y uno, tango musicalizado por el maestro Julio Pollero que popularizó la cantante Tania y que fue incluido en su repertorio, y más adelante grabado, por Carlos Gardel. De este tango dice Gobello que es “uno de los tangos lunfardescos mejor logrados, que no desmerece junto a El ciruja y Barajando.
Traverso también escribió la obra Flor de fango, que estrenó en su propio teatro. Falleció en Buenos Aires el 13 de septiembre de 1952.